# Geiselnahme von Manila
Die Geiselnahme von Manila war eine blutig beendete Geiselnahme in Manila am 23. August 2010, bei der ein Geiselnehmer einen Bus mit 25 Insassen (Hauptsächlich Touristen aus Hongkong) in seine Gewalt brachte. Im Verlauf starben der Geiselnehmer und mindestens acht Geiseln, mindestens acht weitere wurden verletzt, zudem wurden zwei Außenstehende durch Querschläger verletzt.

## Geiselnehmer
Der 55-jährige Geiselnehmer wurde von der Philippinischen Bundespolizei als der ehemalige Polizist Rolando Mendoza identifiziert. Mendoza hatte über die Jahre viele Auszeichnungen wegen seiner Leistungen erhalten, war im Januar 2010 jedoch wegen eines Diebstahls, Erpressung und Drogendelikten aus dem Dienst entlassen worden. Er versuchte durch die Geiselnahme seine Wiedereinstellung auf seinem früheren Posten und die Wiederherstellung seiner Pensionsansprüche zu erreichen und behauptete, die Vorwürfe gegen ihn seien ihm angehängt worden und er hätte keine Möglichkeit bekommen, sich dagegen zu wehren.

## Verlauf

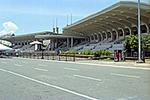
Die Quirino-Tribüne im Rizal Park von Manila, Ort des Dramas

Mendoza stieg in seiner alten Polizeiuniform und bewaffnet mit einem M16 Sturmgewehr am Fuerza de Santiago in Intramuros in einen Bus, der chinesische Touristen zum Kasino „Grand Lisboa“ transportieren sollte, und bat um Mitfahrgelegenheit. Nach kurzer Fahrt brachte er den Bus in seine Gewalt, der vor der Quirino-Tribüne anhielt. Während der Geiselnahme befanden sich neben dem Täter noch 25 Personen im Bus.
Zu Beginn verhielt sich der Geiselnehmer kooperativ, so bat er um Essen für die Geiseln und fragte nach Benzin, um Motor und Klimaanlage in Betrieb zu halten. Auch ein erstes Ultimatum ließ er ohne Reaktion verstreichen. Im Verlauf wurden neun Geiseln freigelassen, zwei Frauen aus Hongkong, drei Kinder mit Mutter, der Reiseleiter und später auch zwei ältere Männer mit Erkrankungen.

Die Behörden kamen den Forderungen zunächst nach, so sprach der stellvertretende Bürgermeister Isko Morano beim Ombudsmann vor, der zuvor die Entlassung des Ex-Polizisten erwirkt hatte. Später übergab man Mendoza dann einen Brief. In diesem wurde die Wiedereinstellung abgelehnt, nach Angaben Morenos wurde Mendoza aber eine Anhörung zugesagt. Der Geiselnehmer war von diesem Angebot aber wenig beeindruckt und bezeichnete es als „garbage“ (Dreck).
Nachdem das Sondereinsatzkommando der Polizei von Manila eingetroffen war, spitzte sich die Lage zu. Mendoza kündigte in einem Live-Interview mit dem Radiosender DZXL an, Geiseln zu töten, wenn das Team nicht abziehen würde. Ohne Absprache mit der Polizei und mit einer Pistole bewaffnet schaltete sich der Bruder des Geiselnehmers, ebenfalls Polizist, in die Verhandlungen ein, drängte seinen Bruder zur Aufgabe und versprach ihm eigenmächtig, dass das Sondereinsatzkommando ihm nichts tun werde. Kurz darauf wurde er jedoch wegen des unerlaubten und bewaffneten Betretens der Sperrzone festgenommen.

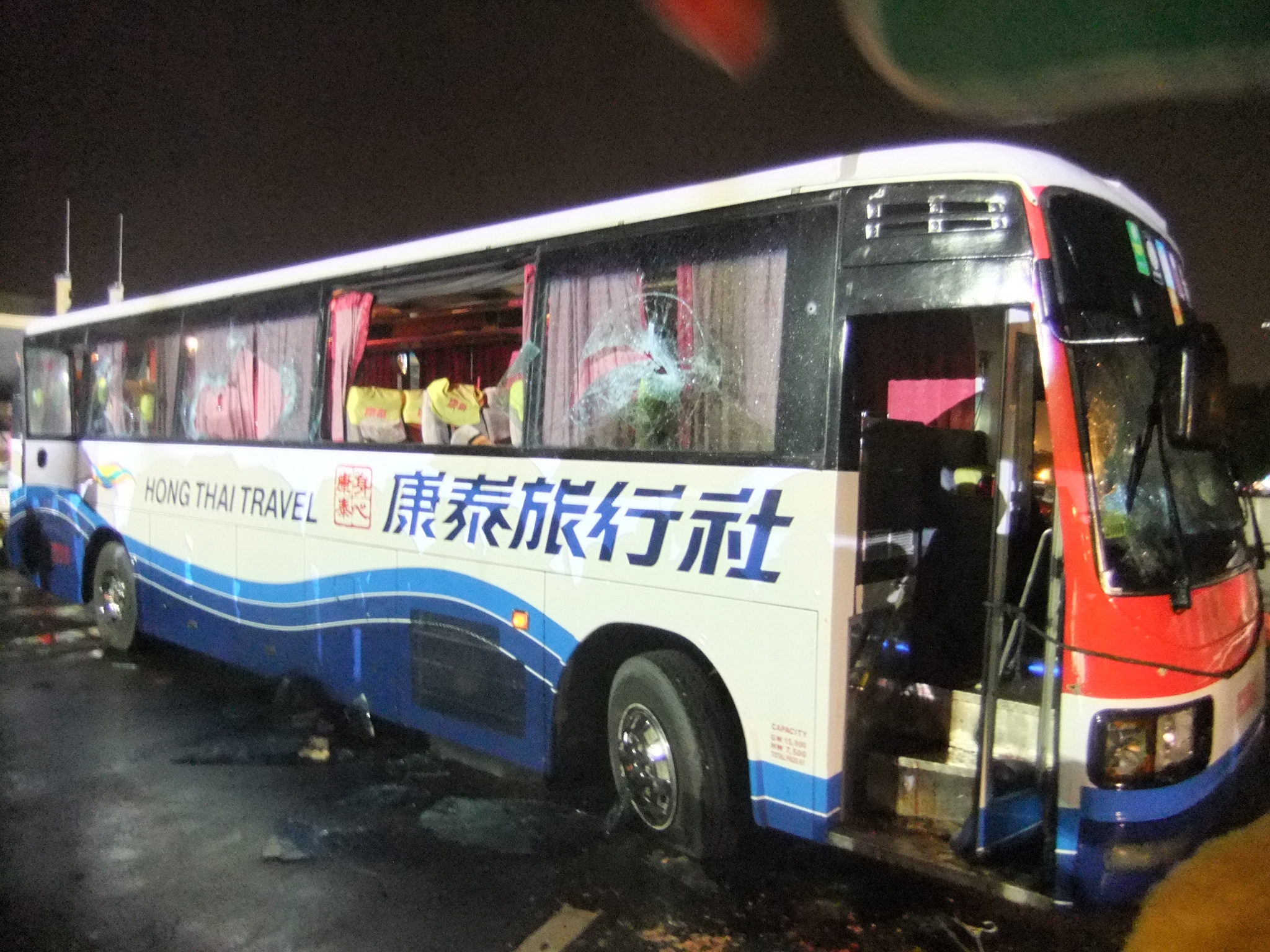
Der geräumte Bus nach Ende des Einsatzes

Diese Festnahme trug mit zur Verschärfung bei, wie ein Überlebender später berichtete. Auf einem TV-Gerät im Bus verfolgte der Geiselnehmer die Festnahme seines Bruders, worauf er die Nerven verlor und das Feuer auf die gefesselten Geiseln eröffnete. Als die Schüsse zu hören waren, versuchte die Polizei den Bus zu stürmen. Die Versuche blieben aber erfolglos, weil es nicht gelang, die Scheiben einzuschlagen. Währenddessen konnte sich aber der Busfahrer durch einen Sprung aus dem Fenster retten. Er informierte die Beamten über den Tod zweier Chinesen.
Die Erstürmung zog sich über eine Stunde hin, während aus dem Bus immer wieder Schüsse zu hören waren. Beim Versuch, den Bus über eine hintere Tür zu betreten, eröffnete der Geiselnehmer das Feuer und verletzte einen Polizisten, so dass sich der Sturmtrupp wieder zurückziehen musste. Durch Flutung des Busses mit Tränengas gelang es schließlich, den Geiselnehmer in den vorderen Teil des Busses zu drängen, wo er durch die Scheibe erschossen wurde.
Nach neun Stunden war die Geiselnahme beendet. Das Drama konnte live in TV und Radio verfolgt werden.
Wie Manilas Bürgermeister Alfredo Lim später berichtete, hatte man, um die Geiseln zu retten, entschieden, Mendozas Forderung doch zu erfüllen und ihn wieder einzustellen. Es gelang aber nicht, ihn rechtzeitig zu informieren – die Situation war bereits eskaliert, noch bevor Mendoza die Entscheidung mitgeteilt werden konnte.

## Reaktionen
Am 25. August trat der Polizeichef von Manila, Rodolfo Magtibay, wegen der Vorkommnisse von seinem Posten zurück. Zusätzlich wurden vier verantwortliche Beteiligte der Erstürmung entlassen. Der philippinische Präsident Benigno Aquino III erklärte den 23. August zum Trauertag.
Am 29. August fand in Hongkong eine Demonstration mit zehntausenden Beteiligten statt. Es wurde eine Untersuchung der Vorfälle gefordert.